# قلم بادی

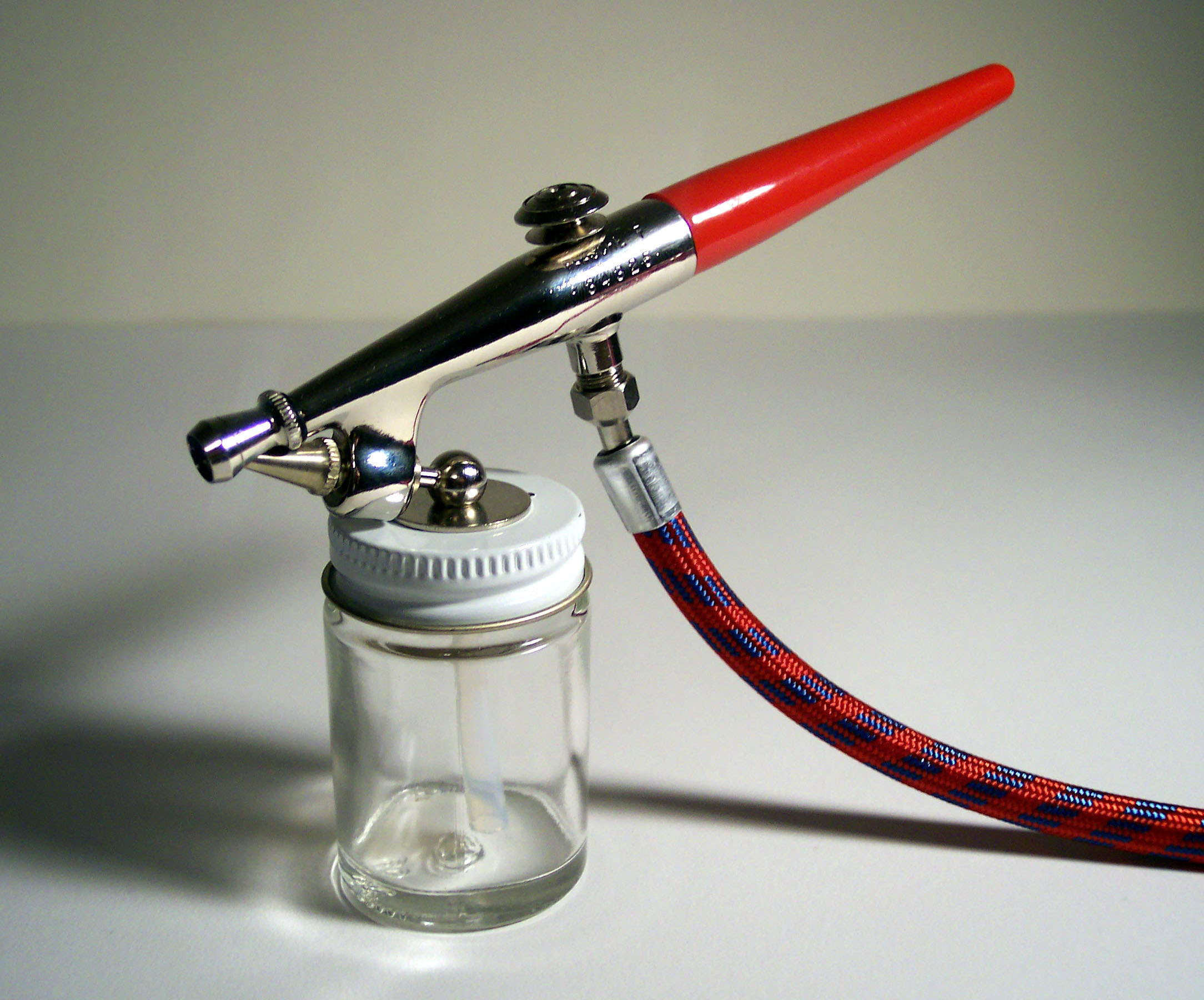
قلم بادی (ایر براش)

قلم بادی یا ایربراش یکی از ابزار هنری صنعتی است، که برای پاشیدن رنگ و سایر مواد مایع به صورت یکنواخت و یکدست و دقیق استفاده می‌شود. این ابزار شامل یک یا چند مخزن کوچک برای رنگ و یک نازل برای پاشیدن مواد می‌باشد. سایز و اندازه نازل ایربراش ها در مدل ها و برند ها متفاوت هستند. اما بعضی از مدل ایربراش ها قابلیت تنظیم و اندازه دهنه نازل ایربراش قلم بادی را به صورت دستی دارند.

## کاربرد ها و موارد استفاده
قلم بادی یا ایربراش در صنعت های زیادی مورد استفاده گسترده قرار میگرند به به عنوان مثال در زمینه قنادی، که برای تزئین کیک، شیرینی، دسر و سایر خوراکی‌ها استفاده می‌شود. ایربراش مخصوصاً مدل شارژی با پاشش رنگ یا مواد خوراکی دیگر به صورت ریز و یکنواخت بر روی سطح مورد نظر، به شما کمک می‌کند تا طرح‌ها و نوشته‌های زیبایی را خلق کنید.
ایربراش از نوع انسانی برای طراحی و رنگ آمیزی ناخن‌ها استفاده می‌شود. این دستگاه با پاشش رنگ یا لاک به صورت ریز و یکنواخت بر روی سطح ناخن، به شما کمک می‌کند تا طرح‌ها و نوشته‌های زیبایی، ژلیش ناخن، لمینت ناخن، لاک ژل و طرح های هنری را خلق کنید. ایربراش نیز برای برنزه کردن بدن روشی برای برنزه شدن پوست بدون نیاز به آفتاب گرفتن یا استفاده از تخت سولاریوم است. در این روش، از دستگاه ایربراشی برای پاشیدن محلول برنزه کننده بر روی پوست استفاده می‌شود.
قلم بادی یا ایربراش نیز در کارهای نقاشی و طراحی کارهای هنری نیز استفاده می‌شود و حتی در بعضی از برندهای طراحی لباس خانگی برای طراحی و جلوه دادن لباس ها مخصوصاً مانتو از ایربراش و رنگ مخصوص طراحی لباس شرکت نیو کالر new color استفاده می‌شود.
یکی دیگر از یکی دیگر از کاربردهای گسترده ایربراش و یا قلم بادی در کار دیتیلینگ خودرو و لیسه گیری و نقاشی خودرو می‌باشد. 
این ابزار ذرات رنگ را با فشار هوا بر سطح نقاشی می‌پاشد. رنگ به حالت مایع در مخزنی قرار دارد و این مخزن با یک لوله به منبع هوای فشرده متصل است. هوای فشرده هنگام فشردنِ دستهٔ قلم‌بادی خارج می‌شود و ذرات رنگ را همراه خود به بیرون می‌پاشد. به این ترتیب رنگ‌آمیزیِ بسیار یکدست و منظمی به دست می‌آید.
می‌توان همراه ایربراش از ماسک هم برای پوشاندن بخش‌هایی که نباید رنگ شود استفاده کرد و قسمت‌های ظریف را به دقت رنگ‌آمیزی کرد.
کاربردهای این وسیله متنوع می‌باشد و به طور خلاصه می‌توان گفت در فعالیت‌هایی نظیر مدل سازی، ماکت سازی، پویا نمایی سه بعدی، اجرای تابلوهای نمایشی و تصویر گری، ایجاد جلوه‌های سینمایی و تا حدی در گریم کاربرد دارد.
به صورت معمول ایربراش از سه شیوه تغذیه استفاده می‌کند.

۱- روش جاذبه‌ای که مخزن رنگ در بالا قرار دارد و قلم به واسطه جاذبه و خلاء داخل لوله مکش به داخل محفظه نازل کشیده می‌شود و بعد به صورت پودر رنگ از نازل خارج می‌شود.

۲- در روش دوم رنگ از داخل مخزن زیرین به واسطه خلاء موجود در محفظه نازل به بالا کشیده می‌شود و بعد به صورت پودر از نازل خارج می‌شود..

۳- در روش سوم رنگ از کنار قلم تغذیه می‌شود.